# Camille de Hogues
Pour les articles homonymes, voir Hogues.
Louis-Camille de Hogues, né le 20 février 1848 à Châtellerault, où il est mort le 3 décembre 1907, est un homme politique français. Il est maire de Châtellerault de 1896 à 1904.

## Biographie
Il était fils d'un chef de bureau de la manufacture d'armes de Châtellerault et exerçait la profession de pharmacien. Il entra au conseil municipal de la ville en 1883 et accéda aux fonctions de maire en 1896. 
Sous son mandat, en 1900, le premier pont français entièrement construit en béton armé fut érigé dans la ville. Ce pont porte aujourd'hui le nom de Pont Camille-de-Hogues.